# Убийца с электродрелью
«Убийца с электродрелью» (англ. The Driller Killer) — американский слэшер 1979 года режиссера Абеля Феррары. Сюжет повествует о Рено Миллере, художнике из Нью-Йорка, который теряет рассудок и убивает бездомных с помощью дрели.

## Сюжет
Нью-Йорк, конец семидесятых. Рено — художник без гроша в кармане, который живёт в захудалой квартире с девушкой Кэрол и подругой Памелой. Рено живёт в Нижнем Ист-Сайде Манхэттена, полном пьяницами, бездомными и насилием. Единственная надежда — это картина, которую заказал ему гей-галерист Далтон Бриггс, изображение бизона, с которым он рассчитывает заработать немного денег.
Ситуация усугубляется, когда в соседнюю квартиру переезжает панк-группа Тони Кока-Колы, которая использует её в качестве репетиционной комнаты. Оглушительный шум, беспокойство о неудаче и мучительные отношения с Кэрол (которая не брезгует сексом с Памелой) погружают Рено в безумие, предвещаемое кровавыми видениями, которые всё чаще всплывают в его сознании. Купив портативный блок питания и вооружившись электродрелью, художник превращается в серийного убийцу, который ночью убивает бомжей.
Рено тем временем удается закончить картину бизона, но его надежды исчезают, когда Бриггсу она не нравится. Иллюзия экономического взлёта исчезает и Кэрол бросает его, чтобы вернуться к бывшему мужу Стивену. в тот же вечер Рено звонит Бриггсу и приглашает его в свою квартиру, предлагая заняться сексом. По прибытии Рено убивает его, после чего ему удается выследить новое жилище Кэрол и убить Стивена. Не подозревая о случившемся, Кэрол выходит из душа, входит в спальню, выключает свет и прячется под одеялом, убежденная, что мужчина рядом с ней — бывший муж.

## В ролях
- Абель Феррара (в титрах указан как Джимми Лейн) — Рено Миллер
- Кэролин Марц — Кэрол
- Бэйби Дэй — Памела Берглинг
- Гарри Шульц II — Далтон Бриггс
- Алан Уинрот — арендодатель
- Мария Хеоски — монахиня
- Джеймс О’Хара — человек в церкви
- Ричард Хоуорт — муж Кэрол
- Даглас Энтони Метроу (в титрах указан как Родни Монреаль) — Тони Кока-Кола
- Бутч Моррис — уличный попрошайка

## Производство
«Убийца с электродрелью» — это малобюджетный независимый художественный фильм с участием неизвестных актёров, снятый собственной компанией Феррары Navaron Films в 1977-78 годах на 16-мм пленке. В качестве локаций использовалась квартира Феррары на Юнион-сквер и прилегающие улицы. В нём присутствуют многие элементы, которые стали визитными карточками более поздних фильмов Феррары, включая католическую иконографию, лесбийские сцены, суровые городские локации, снятые ночью, эклектичный саундтрек, сочетающий панк-рок и Баха, сцены крайнего насилия и религиозную тему искупления, спасения и проклятия. Панк-рок-группа в фильме отражает современные нью-йоркские панк-группы, такие как New York Dolls и Television.
В качестве последнего примечания в истории фильма, когда Arrow Films готовили фильм к переизданию (издание вышло в ноябре 2016 года), они обнаружили, что плёнка, находящаяся в их распоряжении, была на пять минут длиннее, чем любой из предыдущих выпусков фильма. Они связались с Феррарой, который подтвердил, что это была предварительная версия, и что он намеренно удалил отснятый материал до выхода театральной версии. Arrow получила разрешение включить эту версию в качестве дополнительной в свой релиз. Все дополнительные пять минут относятся к первой половине фильма и появляются в семи точках, включая кадр с цеппелином, длящийся всего несколько секунд, короткую сцену лесбийского душа и сцену ссоры, длящуюся целых две с половиной минуты. Большая часть новых кадров относится к развитию персонажей и предыстории.

## Релиз и цензура
Фильм был театрально выпущен в США без каких-либо разногласий 15 июня 1979 года.
Однако в Великобритании реакция на выпуск видео была совсем иной. В 1982 году британские дистрибьюторы фильма, Vipco (Video Instant Picture Company), разместили рекламу на всю страницу в ряде журналов о нём, показав яростно откровенную обложку видео, изображающую человека, которого убийца пронзает насквозь. Рекламный слоган гласил: «Есть те, кто убивает жестоко». Реклама привела к большому количеству жалоб в Агентство по рекламным стандартам и противодействию фильму со стороны прессы и других источников; однако, похоже, что очень немногие из заявителей когда-либо видели фильм, но основывали свое мнение на постере и названии. Фильм был объединён с другими «видео-гадостями», выпущенными в то время, и пресса развернула шумную кампанию, чтобы запретить их все. Данный фильм был добавлен в список запрещённых фильмов Великобритании 4 июля 1983 года, всего через год после его выхода. По словам Майка Бора, главного эксперта Британского совета по классификации фильмов, «„Убийца с электродрелью“ был практически единолично ответственен за Закон о видеозаписях 1984 года», в соответствии с которым он и другие «видео-гадости», выпущенные в то время, были запрещены в Великобритании. По словам Брэда Стивенса, автора биографии Абеля Феррары, запрет фильма был «почти полностью вызван обложкой видео». Фильм не был официально выпущен в Великобритании без купюр до 2002 года.
Австралийский классификационный совет классифицировал фильм как «R 18+» в Австралии и выпустил его без купюр на домашнем видео 29 апреля 1985 года. Он был выпущен на DVD дважды в стране: сначала Umbrella Entertainment и снова 9 августа 2013 года, когда ему был присвоен рейтинг «MA 15+».
В настоящее время фильм находится в общественном достоянии.

## Критический приём
На сайте-агрегаторе Rotten Tomatoes «Убийца с электродрелью» имеет рейтинг одобрения в 64 % на основании 14 рецензий. На сайте Metacritic фильм имеет рейтинг 66 из 100 на основании 8 рецензий.

## Ремейки
В 2007 году было объявлено, что у фильма появится ремейк от британского режиссёра Эндрю Джонса. Сообщалось, что в этой новой версии фильма также будет много необычных камео и оригинальная музыкальная партитура. В ремейке действие было перенесено из Нью-Йорка в Лондон, а главную роль сыграет Дэвид Хесс. Эндрю Джонс связался с Бэйби Дэй, чтобы стать сопродюсером и пригласить на небольшую актёрскую роль в ремейке. Название ремейка было обозначено как «Возвращение убийцы с электродрелью». Проект был остановлен после того, как не удалось достичь финансовой сделки между исполнительными продюсерами и двумя людьми, которые владели правами на оригинальный фильм.
В 2012 году был выпущен другой британский малобюджетный ремейк с под названием «Убийца с электродрелью 2». В 2020 году независимый режиссёр Мэтт Джейсл спродюсировал и снял второй ремейк под названием «Детройтский убийца с электродрелью». Третий ремейк Роба Олдфилда находится в разработке.